# Robbert Dijkgraaf
Robertus Henricus "Robbert" Dijkgraaf (24 de janeiro de 1960) é um físico matemático e teórico das cordas neerlandês. É professor da Universidade de Amsterdã, e diretor e professor do Instituto de Estudos Avançados de Princeton.

## Vida
Robertus Henricus Dijkgraaf nasceu em 24 de janeiro de 1960 em Ridderkerk, Países Baixos. Mora em Princeton. Dijkgraaf é casado com a escritora Pia de Jong, com quem tem três filhos.
Em 1 de julho de 2012 tornou-se diretor do Instituto de Estudos Avançados de Princeton. Nesta mesma data deixou de ser presidente da Academia Real das Artes e Ciências dos Países Baixos.

## Prêmios e honrarias
Dijkgraaf recebeu o Prêmio Spinoza de 2003. Nesta ocasião tornou-se o primeiro recipiente do prêmio que teve orientador de doutorado também recipiente deste prêmio (Gerardus 't Hooft recebeu o primeiro Prêmio Spinoza em 1995).
Dijkgraaf é membro da Academia Real das Artes e Ciências dos Países Baixos desde 2003.
Em 2012 tornou-se fellow da American Mathematical Society.
Foi palestrante convidado do Congresso Internacional de Matemáticos em Berlim (1998: The mathematics of Fivebranes).

## Obras
- 2010: Blikwisselingen (Changes of view)
- 2012: Het nut van nutteloos onderzoek (The usefulness of useless research)